# برينت فينابلز
برينت فينابلز (بالإنجليزية: Brent Venables)‏ هو لاعب كرة قدم أمريكي، ولد في 18 ديسمبر 1970 في سالينا في الولايات المتحدة.